# Oud-Urmond
Oud-Urmond is een wijk in Urmond in de gemeente Stein in de Nederlandse provincie Limburg. De woonwijk omvat het deel van de woonplaats Urmond ten westen van het Julianakanaal en vormt de historische kern van Urmond. Ten oosten van het kanaal ligt Urmond-Oost.

## Geschiedenis
In 1153 werd Urmond voor het eerst genoemd als Ouermuonte. In 1166 werd de plaats vermeld als Ouermunthe, in 1361 als Oirmont, in 1366 als Oermond, in 1367 als Uvermont en in 1429 als Urmondt. Het lid munte komt uit het Oudnederlands en is een Romaans leenwoord met als betekenis berg. In de 12e eeuw lag Urmond niet bij de monding van de Ur (die lag westelijker). In de naam Overmonte verwijst over naar het stroomopwaarts gelegen zijn van de plaats, waarschijnlijk ter onderscheiding van Roermond of anders eventueel Berg aan de Maas.
In 1934 kwam ten oosten van het dorp het Julianakanaal gereed. Na de Tweede Wereldoorlog ontstond ten oosten van het kanaal Urmond-Oost.

## Geografie
Oud-Urmond ligt op de overgang van het Maasdal in het westen en het Plateau van Graetheide in het oosten. De wijk ligt ingeklemd tussen de Maas in het westen en het Julianakanaal dat ten oosten van het dorp aangelegd is. Bij het dorp mondt de Ur in de Maas uit.

## Bezienswaardigheden
De oude kern van Oud-Urmond ligt in het Rijksbeschermd gezicht Urmond met hier de meeste bezienswaardigheden.
- De rooms-katholieke Terpkerk uit 1793 (de oude Sint-Martinuskerk). Deze is aan de eredienst onttrokken, en is eigendom van de Urmondse Monumentenstichting ( UMS ). De Terpkerk  wordt  o.a. gebruikt als expositieruimte. Diezelfde stichting is ook eigenaar van het oude kerkhof, dat mede door vrijwilligers onderhouden wordt. Bij de ingang aan de rechterkant bevindt zich het oorlogsgraf, waarin drie gesneuvelde dorpsgenoten uit WO 2 zijn begraven. Verder vinden we daar de grafmonumenten van oud-burgemeester Strijkers en van reder Bauduin.
- De Protestantse kerk uit 1685
- De heden ten dage (najaar 2011) in gebruik zijnde nieuwe Sint-Martinuskerk uit 1957
- Het Schippershuis aan Grotestraat 20, van 1612, met in- en uitgezwenkte gevel in renaissancestijl en een ingemetselde latei uit 1570 met de tekst: Au Saint Esprit. Mogelijk ooit een tehuis voor bejaarde schippers.
- Woonhuis Grotestraat 8, topgevel met speklagen.
- Woonhuis Grotestraat 18, met een kern van 1745.
- Woonhuis Grotestraat 33-35, van 1770.
- Woonhuis Brugstraat 4, van 1790.
- Boerderij Hoolstraat 1, L-vormige hoeve, woonhuis met speklagen (1611), bevat enkele schouwen in Lodewijk XV-stijl.
- Boerderij Grotestraat 12, van 1796.
- Sint-Barbarakapel (1952), door E. Quanjel-Van Thoor. In de vorm van een kasteel met kantelen. Gewijd aan patrones van de mijnwerkers, geflankeerd door een kolenlorrie.
- Kruiskapel, bakstenen wegkapel (1901), verplaatst in 1995.

## Foto's

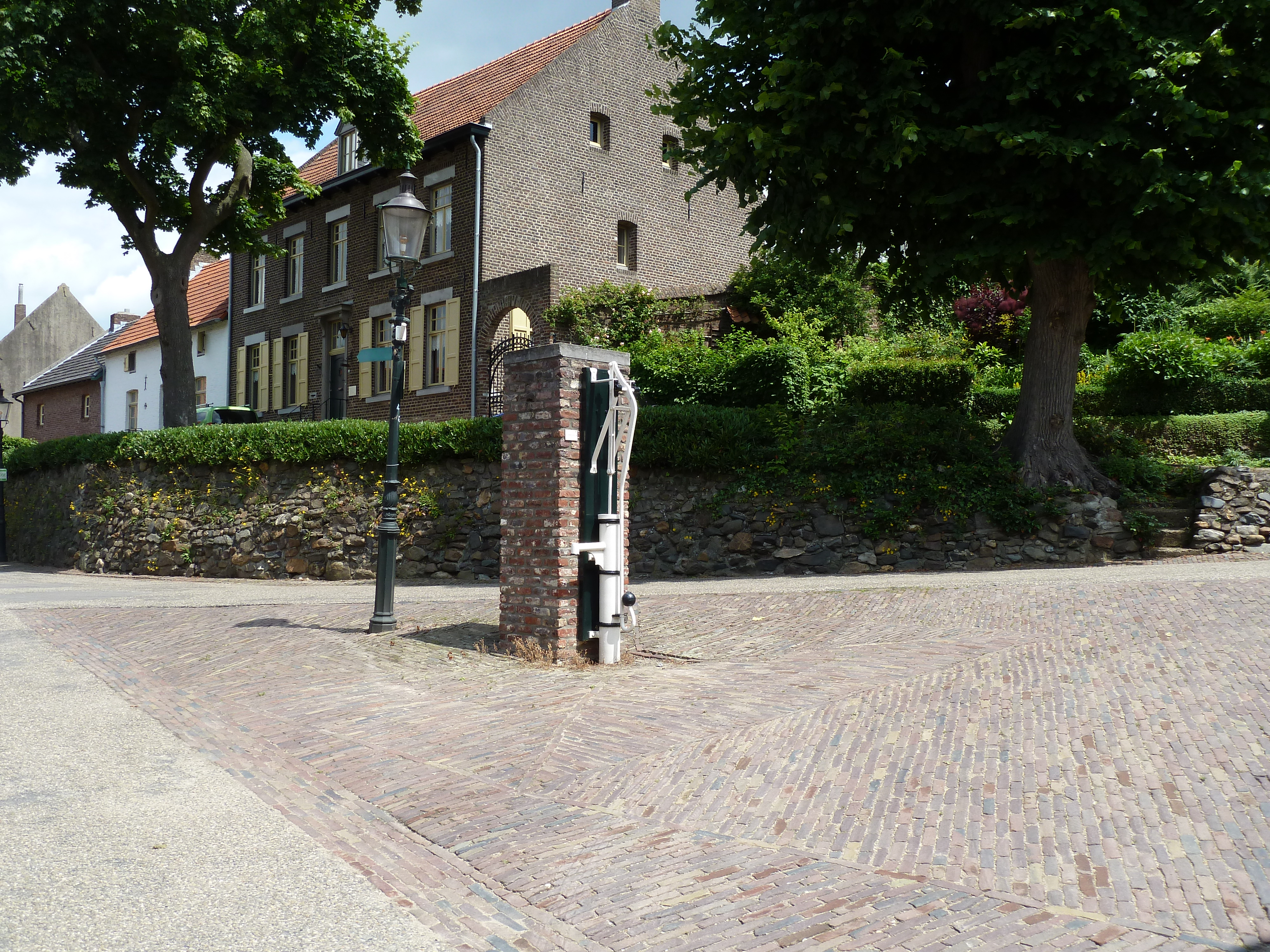
Een van de drie waterpompen in de Grotestraat
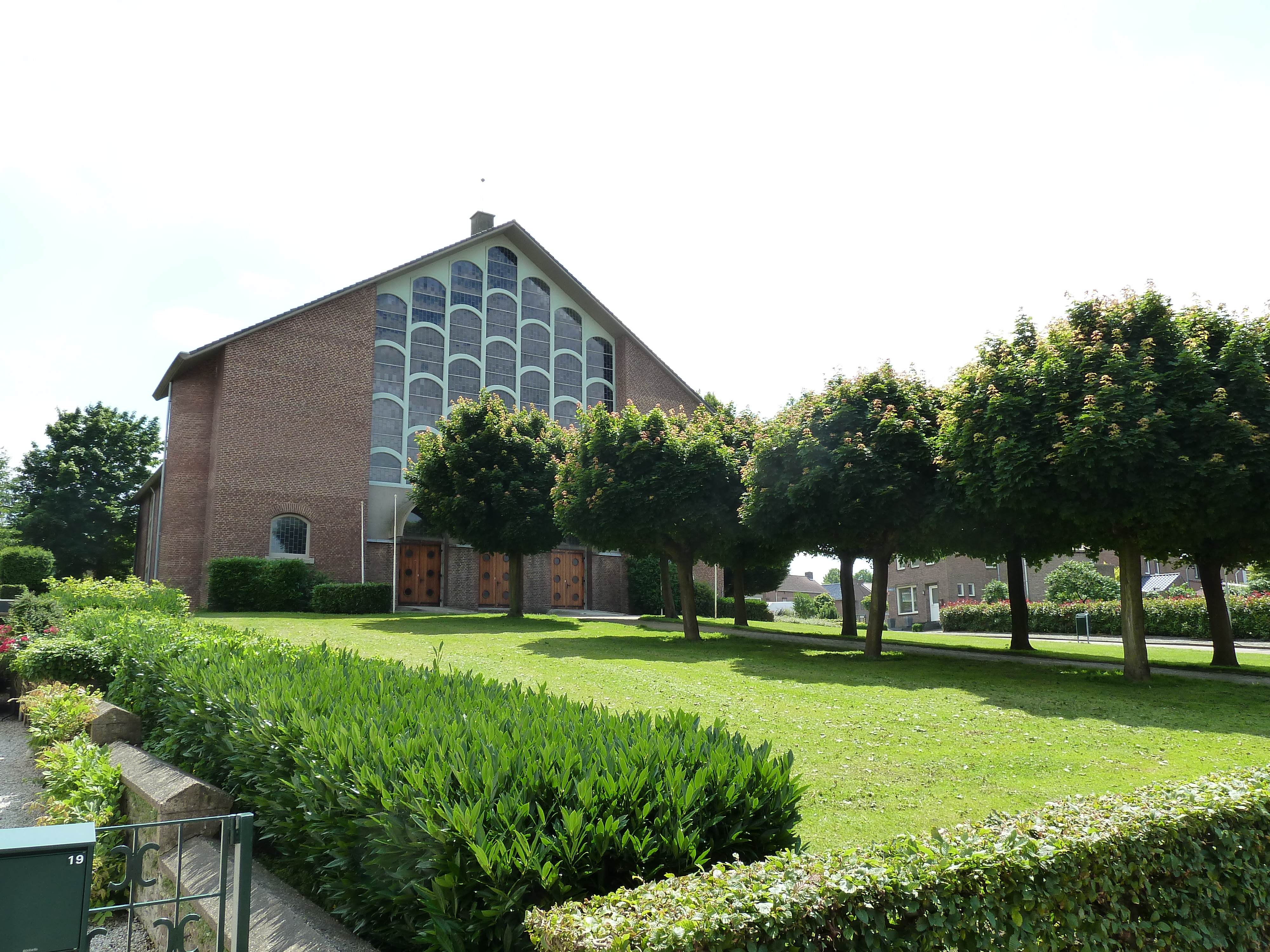
De nieuwe Sint-Martinuskerk
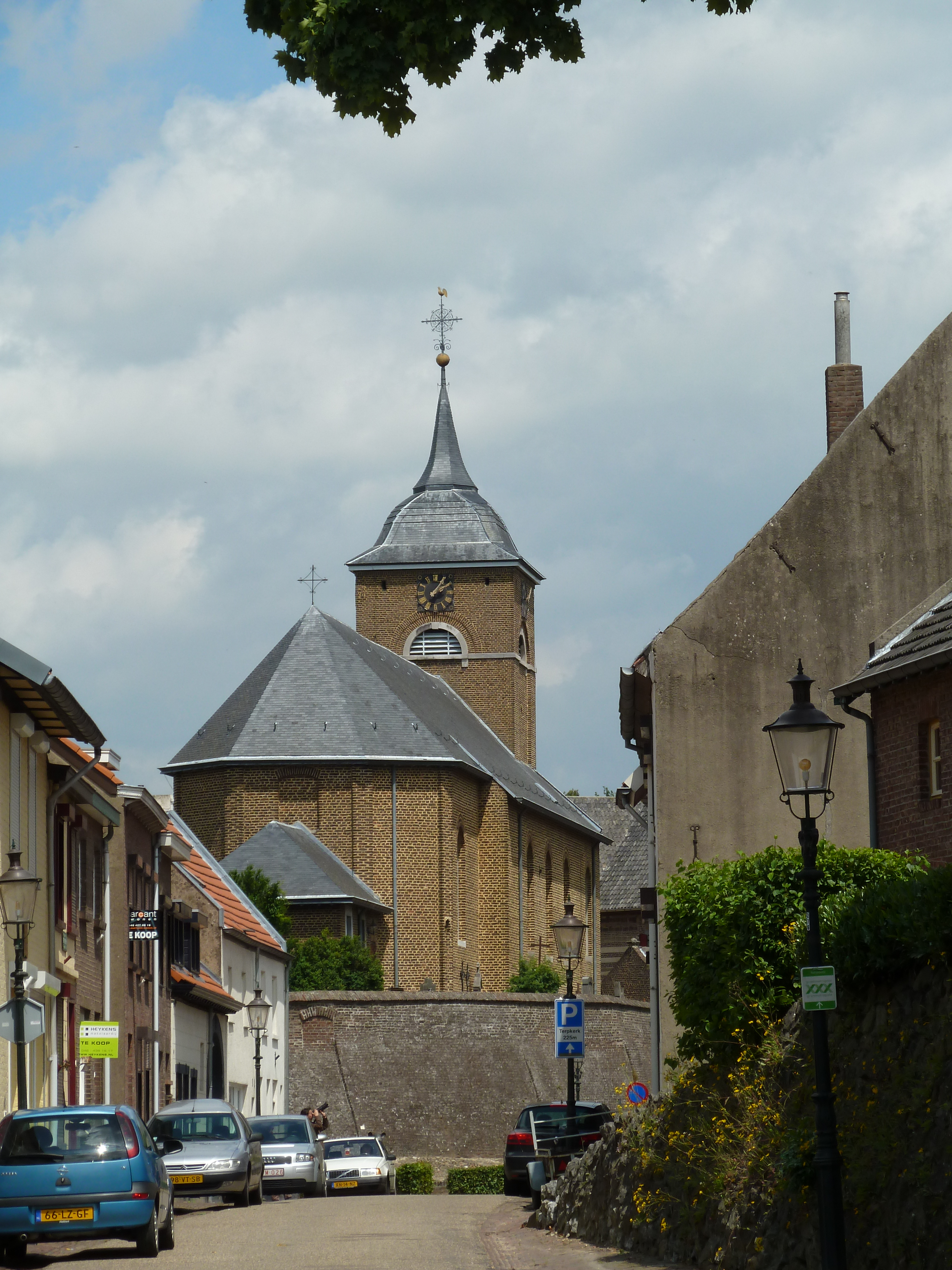
De Terpkerk (de oude Sint-Martinuskerk)
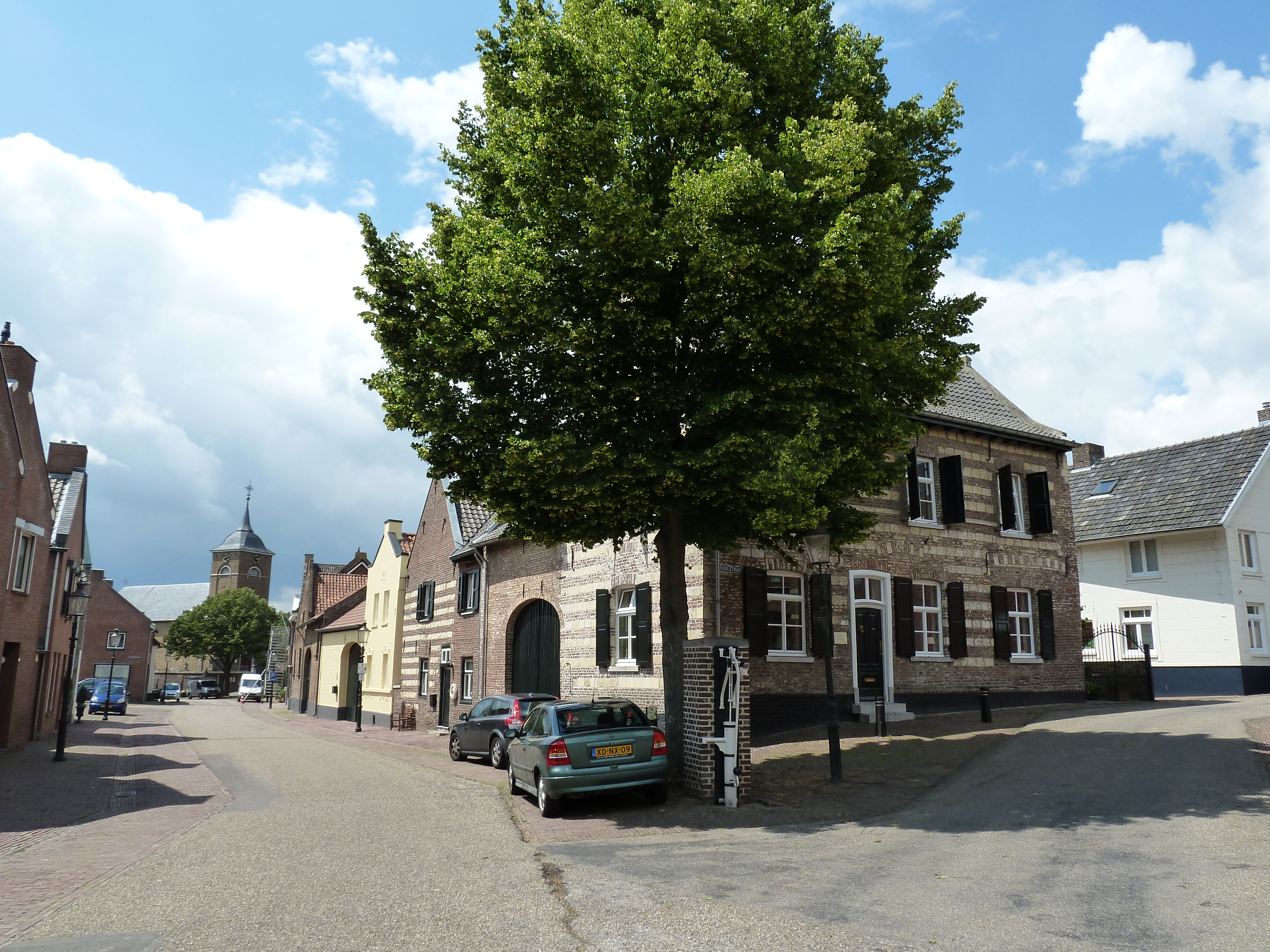
Straatgezicht van de Grotestraat
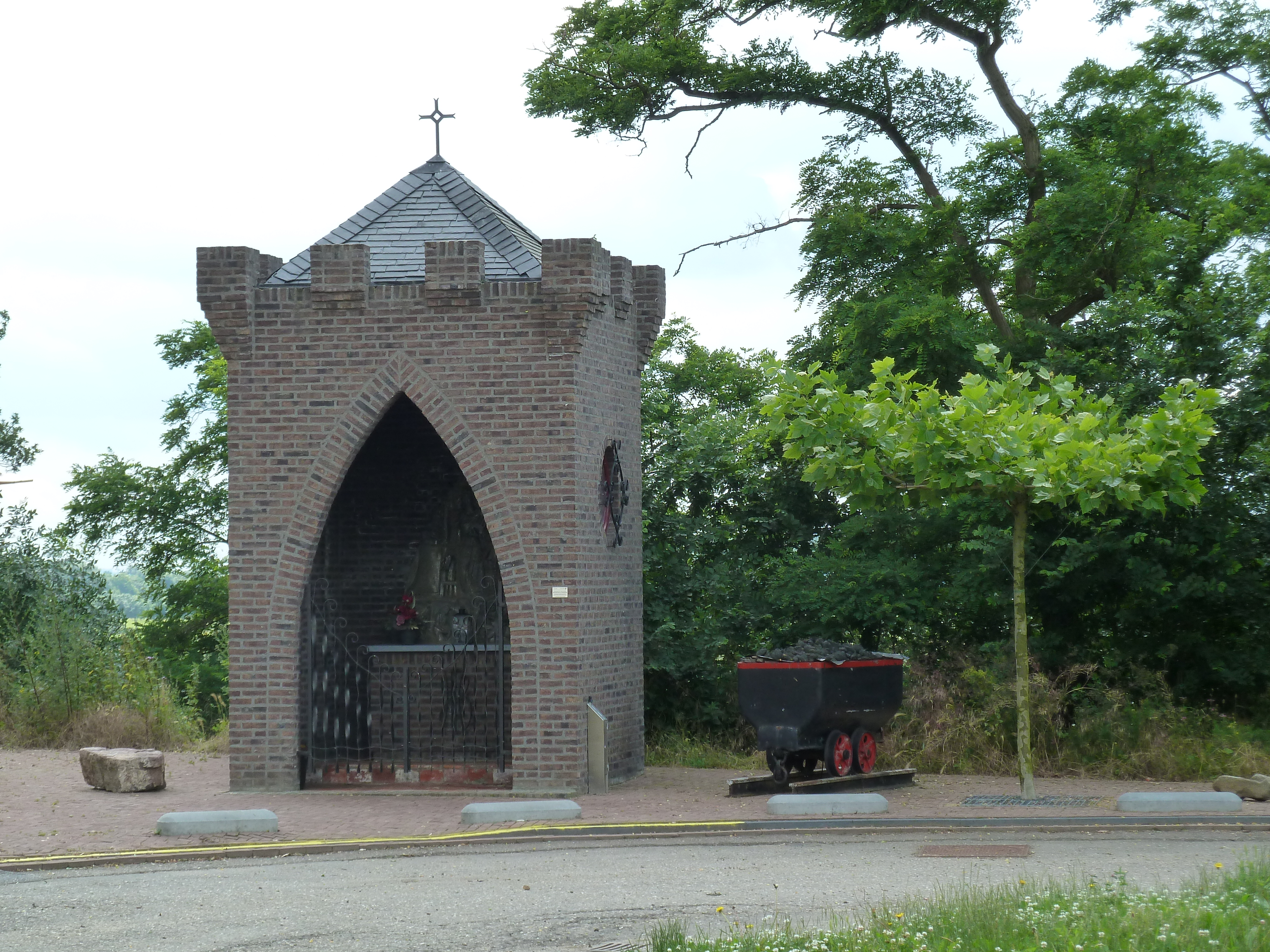
Sint-Barbarakapel aan de Kattekop
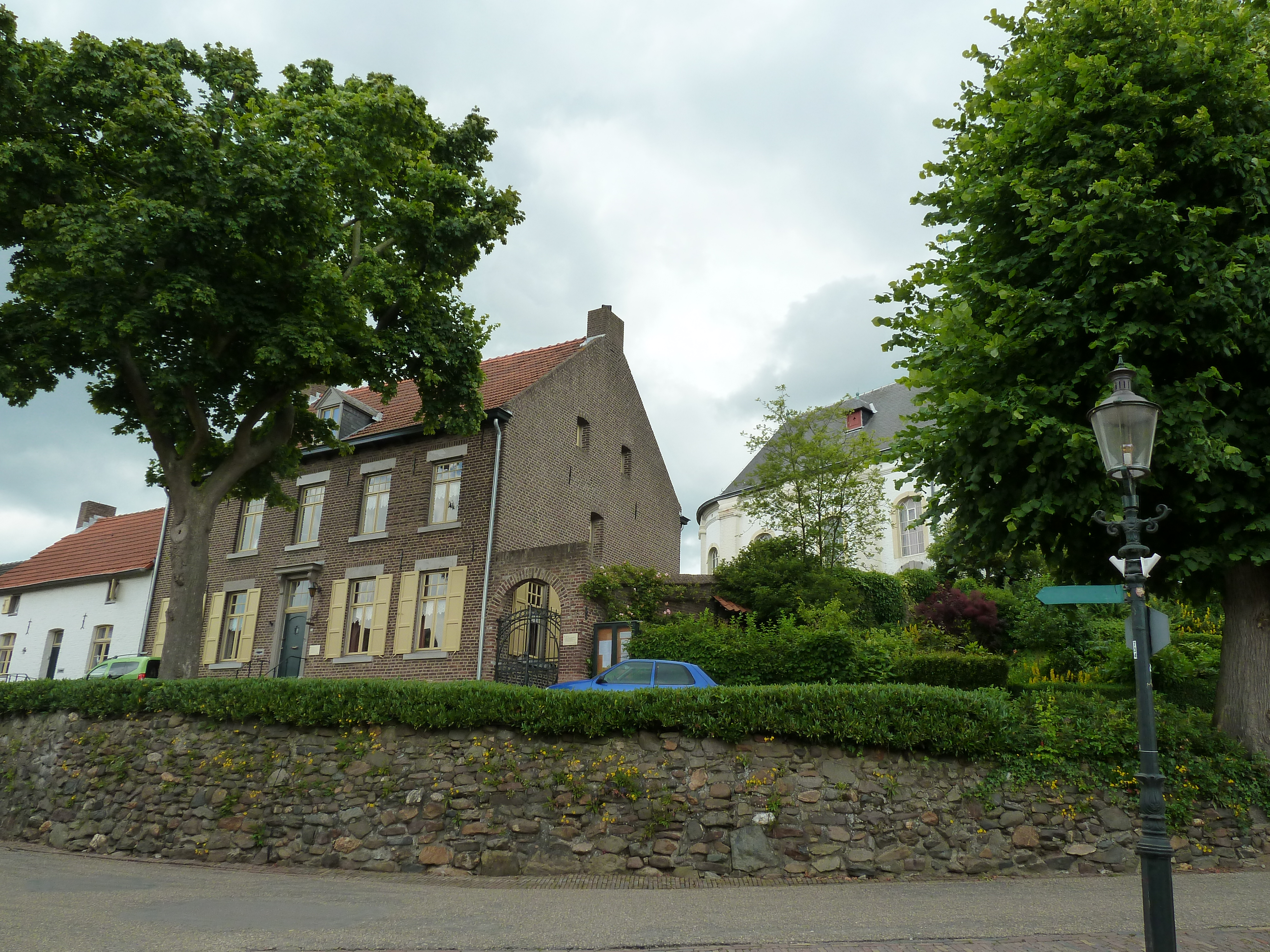
Pastorie en Protestantse kerk
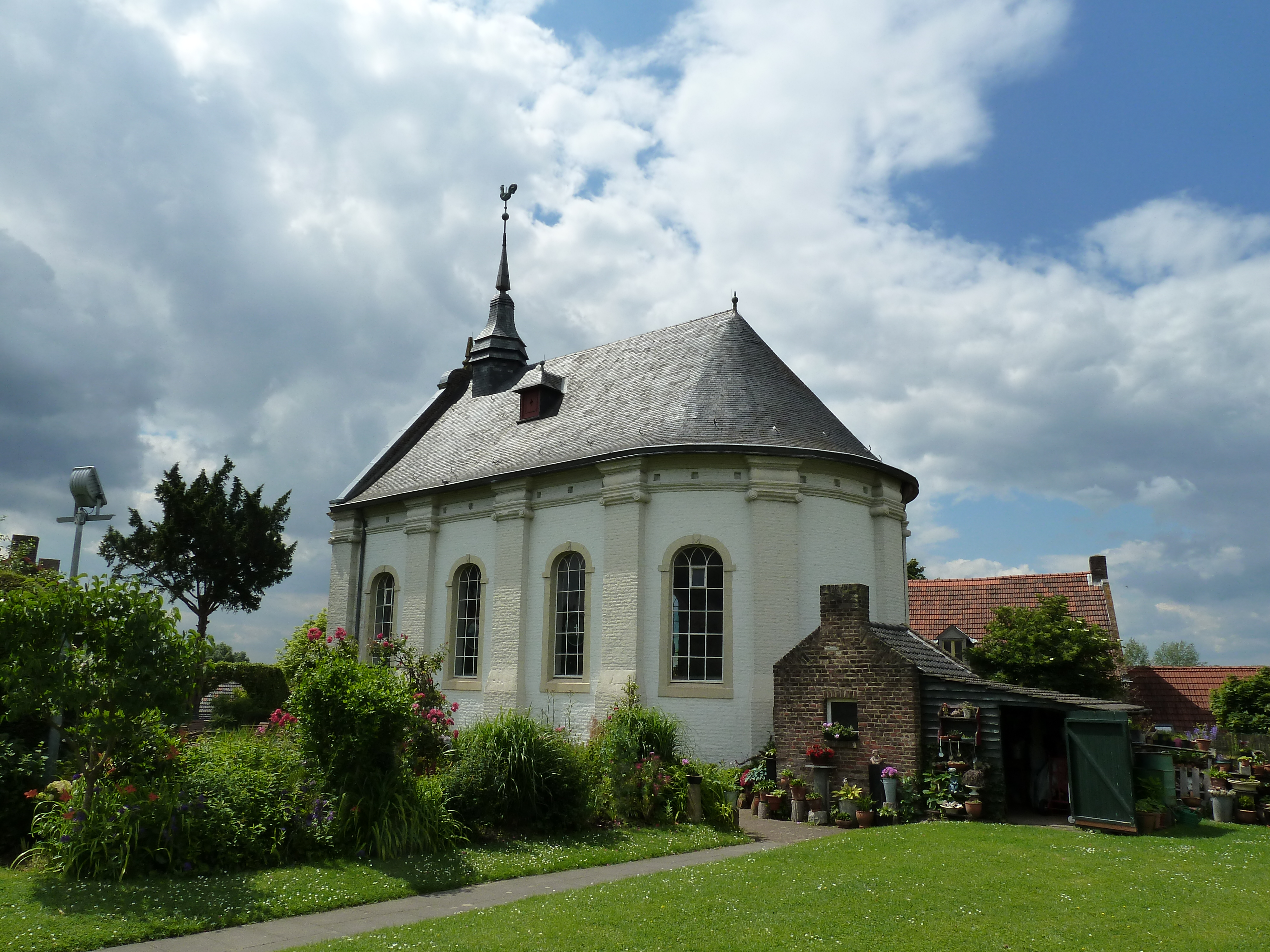
Protestantse kerk
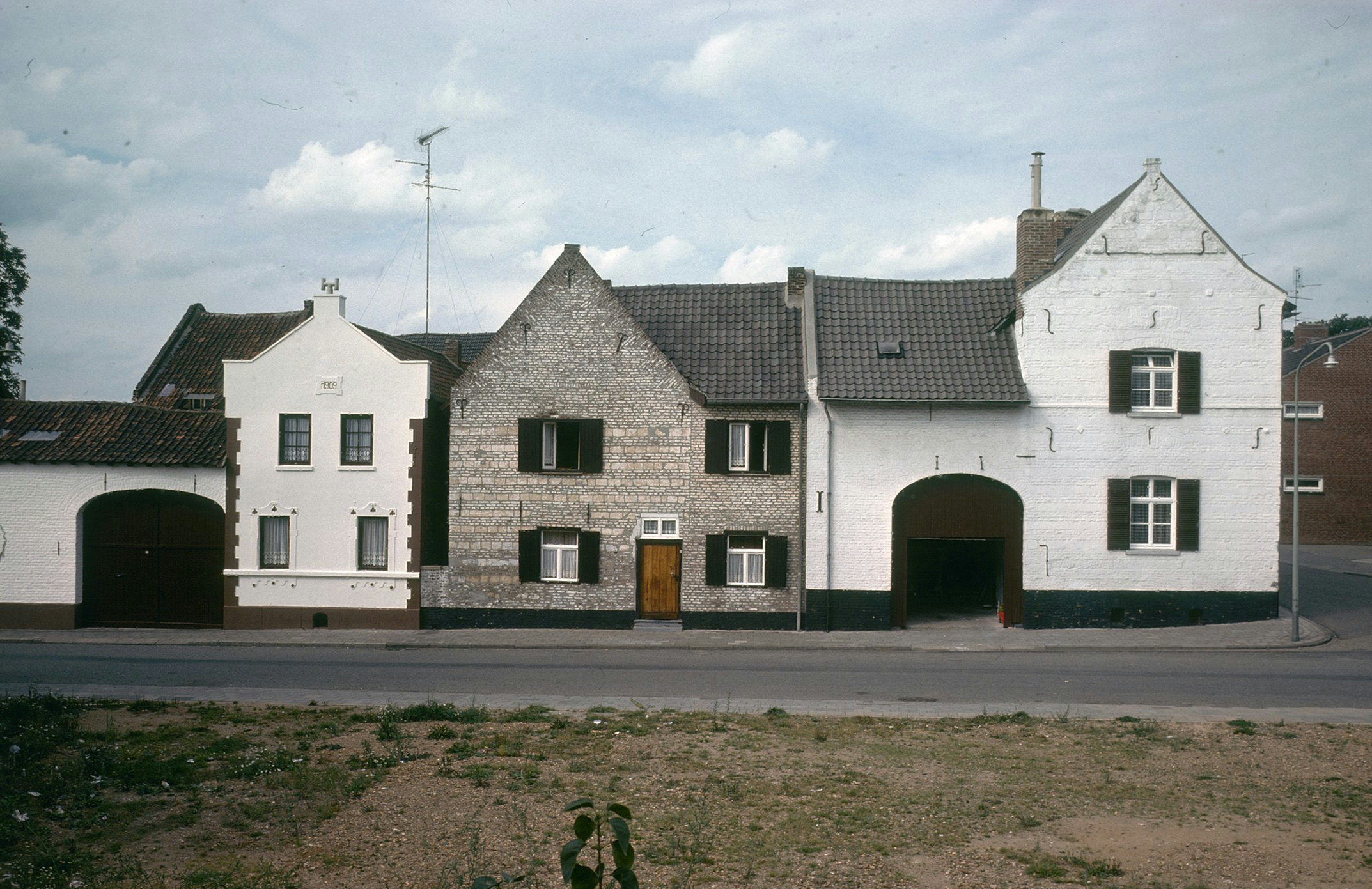
Hoeve Hoolstraat 1
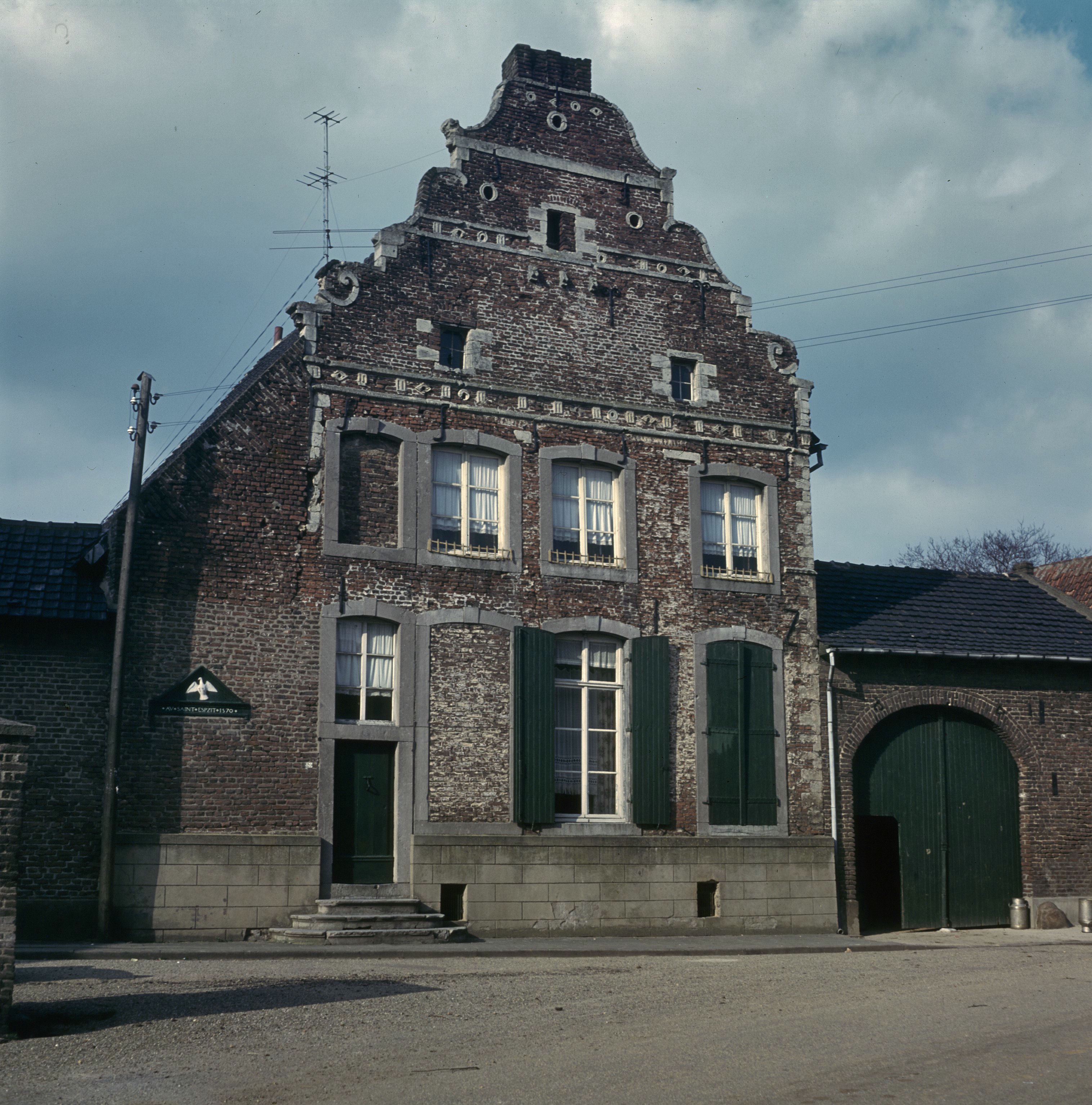
Schippershuis

Dorpen: Berg aan de Maas · Elsloo · Meers · Stein · Urmond

Buurtschappen, gehuchten en wijken: Catsop · De Weert · Kerensheide · Kleine Meers · Maasband · Nattenhoven · Nieuwdorp · Oud-Stein · Oud-Urmond · Stein-Centrum · Terhagen · Urmond-Oost · Veldschuur

Limburg: Steden en dorpen      Nederland: Provincies · Gemeenten